# Bréhain

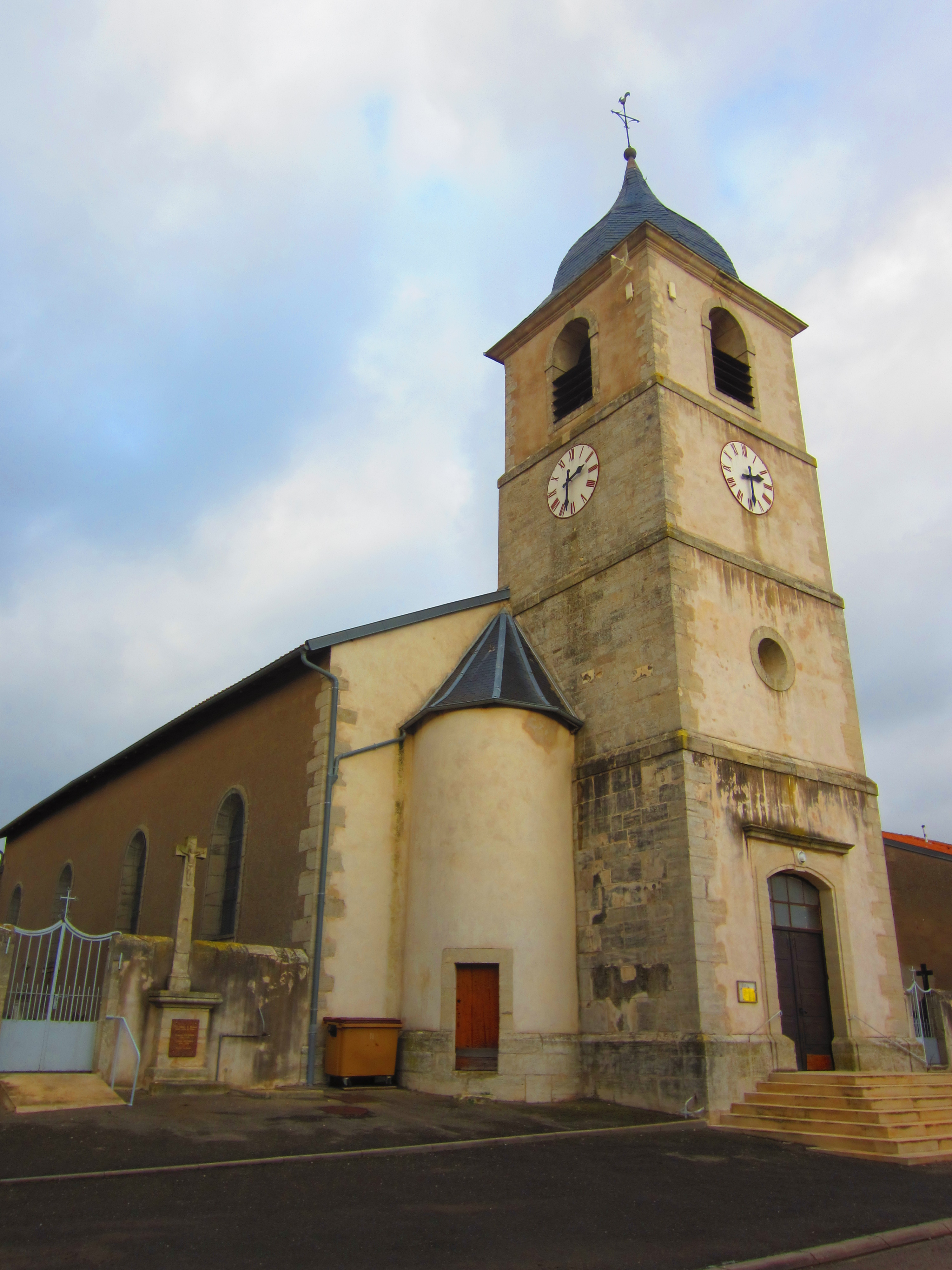
Kirche St. Gengoult

Bréhain ist eine französische Gemeinde mit 100 Einwohnern (Stand 1. Januar 2022) im Département Moselle in der Region Grand Est (bis 2015 Lothringen). Sie gehört zum Arrondissement Sarrebourg-Château-Salins, zum Kanton Le Saulnois und zum Kommunalverband Saulnois.

## Geographie
Bréhain liegt in Lothringen im Saulnois (Salzgau) am Oberlauf der Französischen Nied, 35 Kilometer südöstlich von Metz, elf Kilometer nordöstlich von Delme und 25 Kilometer südwestlich von Saint-Avold (Sankt Avold) auf einer Höhe zwischen 244 und 314 Metern über dem Meeresspiegel zwischen den Nachbargemeinden Château-Bréhain im Südwesten, Villers-sur-Nied im Norden und Marthille im Nordosten. Das Gemeindegebiet umfasst 3,57 km².

## Geschichte
Der Ortsname Bréhain wurde 1169 als Berchem erstmals urkundlich erwähnt, 1178 kam er als Brehem vor. Der Ortsname entstand aus dem germanischen Wort „Berg“ und der Ortsnamensendung „-heim“. 1450 ist der deutsche Name Bruchheim belegt. Die Ortschaft, die einst aus zwei Weilern bestanden hatte, gehörte früher zur Grafschaft Bar; sie war vom Metzer Bischof Adhémar an Peter von Bar gekommen.
Vor der Französischen Revolution (1789–1799) gehörte Bréhain zu Château-Bréhain. Das Lehen Château-Bréhain gehörte zur Baronie von Viviers, die wiederum ab dem 14. Jahrhundert zum Marquisat von Pont-à-Mousson gehörte. 1698 wurde Pont-à-Mousson zu einer Bailliage des Herzogtums Bar. Ab 1751 gehörte die Ortschaft zur Bailliage von Château-Salins.
1793 erhielt Bréhain als Brehain im Zuge der Französischen Revolution den Status einer Gemeinde und 1801 ebenfalls als Brehain das Recht auf kommunale Selbstverwaltung. Es gehörte von 1801 bis 1871 zum früheren Département Meurthe, das 1871 in Département Meurthe-et-Moselle umbenannt wurde. 
Durch den Frankfurter Frieden vom 10. Mai 1871 kam die Region an das deutsche Reichsland Elsaß-Lothringen, und das Dorf wurde dem Kreis Château-Salins im Bezirk Lothringen zugeordnet. Die Dorfbewohner betrieben Getreidebau und Viehzucht.
Nach dem Ersten Weltkrieg musste die Region aufgrund der Bestimmungen des Versailler Vertrags 1919 an Frankreich abgetreten werden und wurde Teil des Département Moselle. Im Zweiten Weltkrieg war die Region von der deutschen Wehrmacht besetzt.
Bréhain gehörte als französischsprachige Ortschaft zu den 247 letzten Gemeinden, deren Name am 2. September 1915 eingedeutscht wurde: Bruchheim war bis 1919 amtlicher Ortsname.

### Bevölkerungsentwicklung
| Jahr      | 1962 | 1968 | 1975 | 1982 | 1990 | 1999 | 2007 | 2019 |
| Einwohner | 101  | 101  | 106  | 80   | 72   | 75   | 95   | 106  |

## Wappen
Das Wappen der Gemeinde ist rot mit einer goldenen Lanze, die aufrecht in der Mitte steht und aus den silbernen Wellen eines Flusses aufsteigt. Die Lanze ist umgeben von zwei silbernen Lachsen, die mit dem Rücken zur Lanze dargestellt werden. Die Lachse entsprechen dem Wappen der Baronie von Viviers. Die Lanze (Stab) und Fluss (Quelle) sind Attribute des Heiligen Gangolf, dem Schutzpatron des Ortes.

## Infrastruktur
Südöstlich des Ortskerns gibt es eine Auffahrt auf die Route nationale 74. Der nächste Flughafen ist der Flughafen Metz-Nancy-Lothringen, er liegt 22 Kilometer nordwestlich von Bréhain.